# Slottet i Coucy

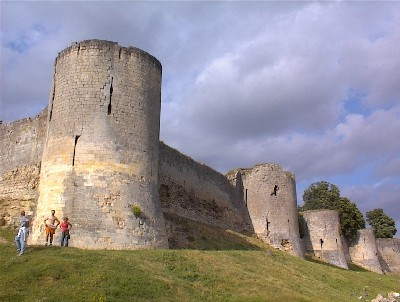
Slottet i Coucy

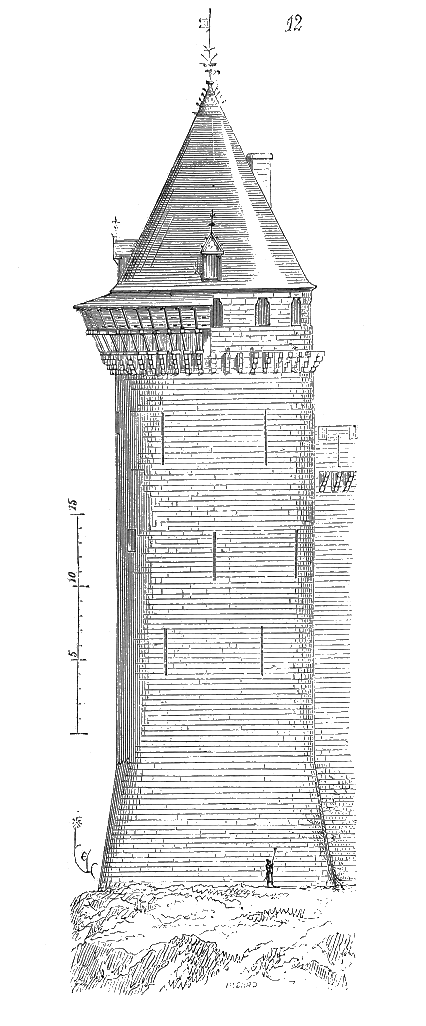
Ett av de fyra hörntornen ritat av Eugène Viollet-le-Duc

Slottet i Coucy (franska: Château de Coucy) ligger i kommunen Coucy-le-Château-Auffrique i det franska departementet Aisne. Slottet byggdes på 1200-talet och renoverades av Eugène Viollet-le-Duc på 1800-talet. 1917 sprängde den tyska armén slottstornet och det fyra övriga tornen med 28 ton sprängmedel.
Under sin höjdpunkt var slottet berömt för sitt slottstorn och sina stolta lorder.
Slottet byggdes på 1220-talet av Enguerrand III de Coucy. Egendomen ligger på en klippa och har formen av en oregelbunden parallelltrapets med måtten 92x35x50x80 meter. I de fyra hörnen finns runda torn som är 20 meter i diameter. De var ursprungligen 40 meter höga. Mellan de två tornen vid tillfarten låg det väldiga slottstornet, som 35 meter brett och 55 meter högt var det det största tornet i Europa. De mindre tornen som omger slottsgården är av den storlek som slottstorn i allmänhet var då de byggdes av det franska kungahuset vid den tiden. Resten av klippan täcks av slottets lägre borggård och den lilla staden. 
Coucy ockuperades av tyska trupper i september 1914 under första världskriget. Slottet blev en militärbas och besöktes av flera tyska uppsatta personer, bland annat Vilhelm II. I mars 1917 förstörde den tyska armén slottstornet och de fyra hörntornen men det är inte känt om det gjordes av militära anledningar eller på grund av barbari. Förstörelsen orsakade så stor allmän upprördhet att ruinerna i april 1917 förklarades till ett "minne av barbari". Krigsreparationerna omfattade att röja upp i tornen och bygga upp murarna, men ruinerna av slottstornet lämnades orörda.
Slottet är klassificerat som nationalmonument och har varit ett monument historique sedan 1862.